# 榊ありな
榊 ありな（さかき ありな、1977年12月22日 - ）は日本のAV女優。

## 人物
趣味は散歩、読書。性格はおっとりしている。

## 略歴
東京都出身。初体験は中学3年のとき22歳の男性としている。新宿の丸井のそばでスカウトされた。アトラス21から1997年3月30日の『夢一夜』でAVデビューした。

## 出演作品
- 夢一夜（1997年3月30日、アトラス21）
- 熟れ頃まぢか（1997年4月30日、アトラス21）
- クラスメイトは若奥様（1997年5月25日、アトラス21）
- 愛のうら舐め（1997年6月30日、h.m.p）
- 電撃バイブレーション腰のうずきに身をまかせ（1997年7月31日、h.m.p）
- 巨乳監禁痴漢電車 3（1997年9月、笠倉出版社）
- 絶頂潮吹きエンジェル（1997年12月、アトラス21）
- 淫モラルブルマー狩り 7（1998年1月、笠倉出版社）

## 雑誌
- Don't 1997年04月号、08月号
- オレンジ通信 1997年06月号 表紙
- 純情エンジェル 1997年07月号 表紙
- アクション写真塾 1997年08月号
- アクションカメラ 1997年09月号